# Diospyros atrotricha
Diospyros atrotricha là một loài thực vật có hoa trong họ Thị. Loài này được H.W.Li mô tả khoa học đầu tiên năm 1965.